# Aquidabã
Aquidabã là một đô thị thuộc bang Sergipe, Brasil. Đô thị này có diện tích 370,2 km², dân số năm 2007 là 19201 người, mật độ 51,87 người/km².